# 安邦 (雪兰莪州)
安邦，也称安邦再也（Ampang Jaya），是马来西亚雪兰莪州东北部的一个城市也是一个巫金，隶属于安邦再也市议会。其面积为143.5平方公里，人口于2010年为126,285。该市北临士拉央，东北临文冬，南临加影，西临吉隆坡，横跨鹅唛县和乌冷县。安邦距离吉隆坡市中心約9至11公里，安邦的森林覆盖率达到50.7%。
在早期時，安邦的範圍只是安邦新村、安邦村、拿督阿末拉沙里花园和安邦再也。現在安邦被分成幾個小地區，例如丽华镇（Taman Putra）、安邦繁榮鎮、安邦柏迈鎮、安邦再也和南峇再也。安邦中有很多花園，例如达岗花園（Taman Dagang）、丽阳花園（Taman Cahaya）、美阳花園（Taman Cahaya Indah）、双喜園（Taman Nirwana）、千百家花園（Taman Cempaka）、麗達山坡、六福园（Taman Seraya）、福全山庄（Taman Lembah Maju）、华登园（Taman Sri Watan）、格苏玛花園、班登再也（Pandan Jaya）、班登柏兰岭（Pandan Perdana）和班登英達（Pandan Indah）；另有許多豪華公寓位于安邦的範圍内。

## 歷史
安邦前稱「暗邦」,在过去曾是雪兰莪最重要的锡矿生产地之一，與吉隆坡的發展密不可分。根據歷史記載，於1857年雪蘭莪皇室成員拉惹阿都拉(Raja Abdullah)為開發新礦源開發錫礦，於是派遣87名華工沿著巴生河上游勘察礦脈，當舯舡抵達與鵝嘜河交匯之處,卻因河道狹窄，只好換乘舢板繼續繼續勘察，最後圈定了上游安邦河一帶發掘礦源，但由於瘴氣疫病，一月內便奪去了69名華工的性命，在兩年之後，終於掘出錫礦，而下游的兩河交匯處則因為地利關係，方便供應採礦所需而逐漸形成一個小聚落，形成今日的吉隆坡。上游礦產區因錫礦進行大規模開採，吸引大量中國南方的勞工前來，出現定居人口，之後農業與畜牧業陸續出現，並逐漸發展成村落，稱為暗邦，是繼吉隆坡北部的增江新村與南部的沙登新村，巴生谷一帶第三大華人村落。
隨著礦業發展，為暗邦地區帶來繁榮的同時，因源自中國南方各地區的華工，因了礦業的利益經常發生械鬥，同時此區鄰近未開發的熱帶雨林，為馬共成員提供良好的遮掩場所，經常出現動盪不安的情況，且村落內不少地方是死路，因此暗邦與吉隆坡北部的增江新村被人戲稱“安邦暗暗，淡江淡淡”，成為外人不敢踏入之地區。因暗邦早期的經濟命脈以開採錫礦為主，因此此地華裔男性多為礦場工作之礦工，女性則在岸邊洗琉琅及農耕；擔任礦場的看守員多是源自英屬印度的印度裔與錫克族，為此區帶來多元文化。亦有部分印度裔在沿著水塘路（現今的Ampang Waterfront）架設農寮飼養牛羊，印度裔女性通常是為各戶人家洗衣服、飼養牛羊、賣羊奶及牛奶等。
早期的安邦，只包含幾個村镇，如：安邦新村、安邦村、安邦馬來村、安邦占布兰村、安邦新市等。在馬來西亞獨立後，錫礦產業在當地逐漸式微，為當地留下不少廢棄礦湖，從安邦打昔（Ampang Tasik）、美华城（Pandan Mewah）、班登英达、班登柏蘭嶺至蕉賴的民政大廈（PGRM）一帶，曾經有些廢礦湖被發展為魚塘，亦有人在湖中撈取布袋蓮來飼養雞鴨，之後將成雞、成鴨帶到吉隆坡市區的半山芭、秋傑路一帶的巴剎販售。之後，隨著吉隆坡人口開始大量成長，市區內的戰前建築因馬來西亞聯邦政府於1966年頒布《屋租統制法令》(Rent Control Act），屋主不得隨意調漲房屋租金及變更用途，導致吉隆坡人口出現外溢。鄰近的安邦亦開始城市化，區內道路開始改道，使得安邦進入快速發展的階段，區內許多村落被發展為花園住宅區、公寓與組屋。 

### 淡江高峰塔倒塌事件

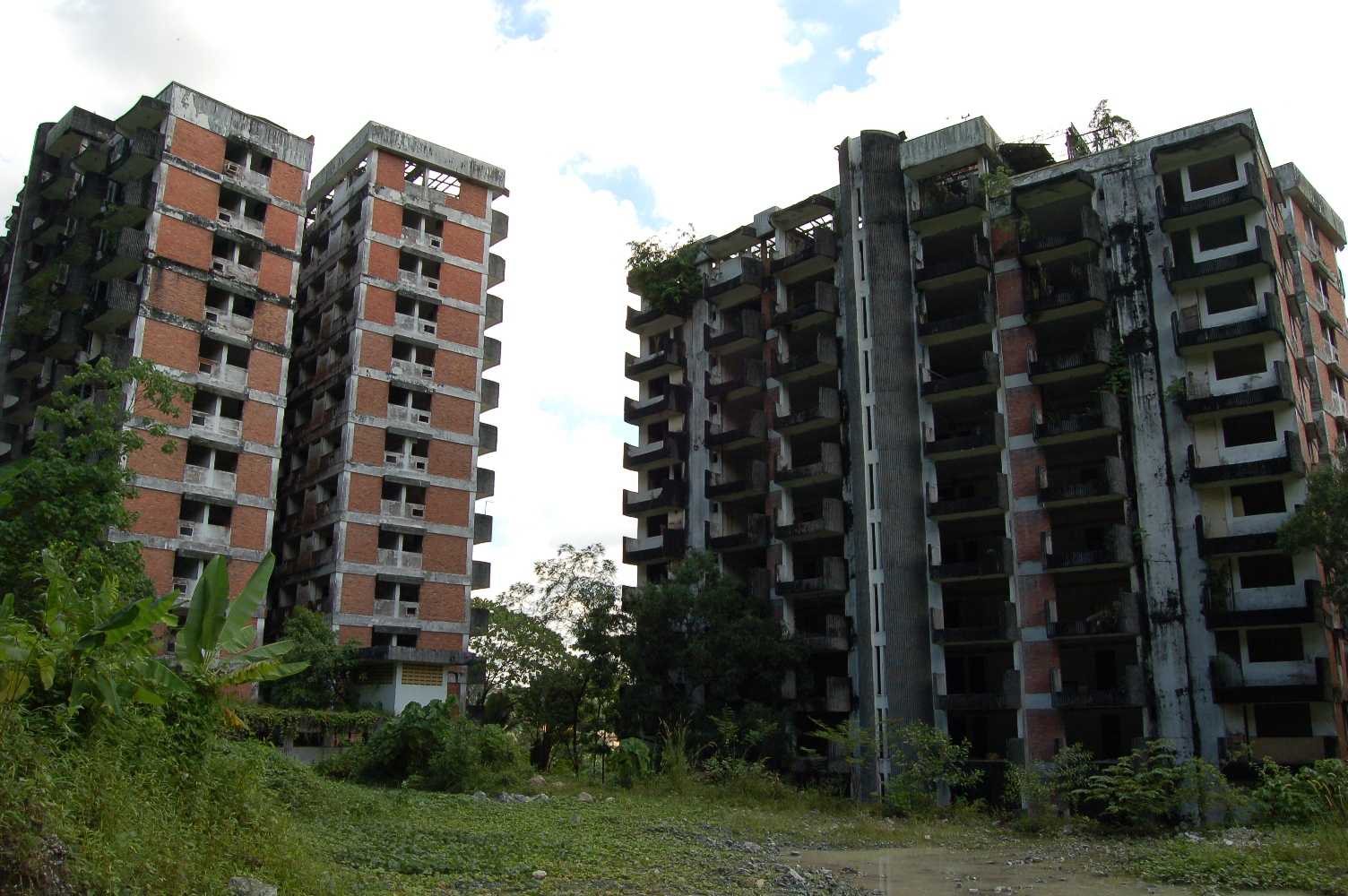
高峰塔B座、C座公寓，與倒塌的A座公寓結構類似 (2012)

1993年12月11日，淡江高峰塔倒塌事件，安邦東北部的淡江地區發生土崩，導致淡江高峰塔（Highland Towers）A座公寓於當日下午1時35分倒塌，造成48人死亡，僅三人被救出。這場災難是東南亞傷亡最嚴重的民用住宅自行倒塌事故，也導致高峰塔B座及C座被列為危楼，迫使兩棟大樓約73戶業主撤離，截止2020年，該兩棟大樓仍聳立於遠處。事发当天稍晚时分，时任马来西亚首相马哈迪·莫哈末及时任副首相兼财政部长安华·依布拉欣到场视察。

## 地理
安邦位於雪蘭莪州境內管轄面積約為143.9平方公里。

## 交通

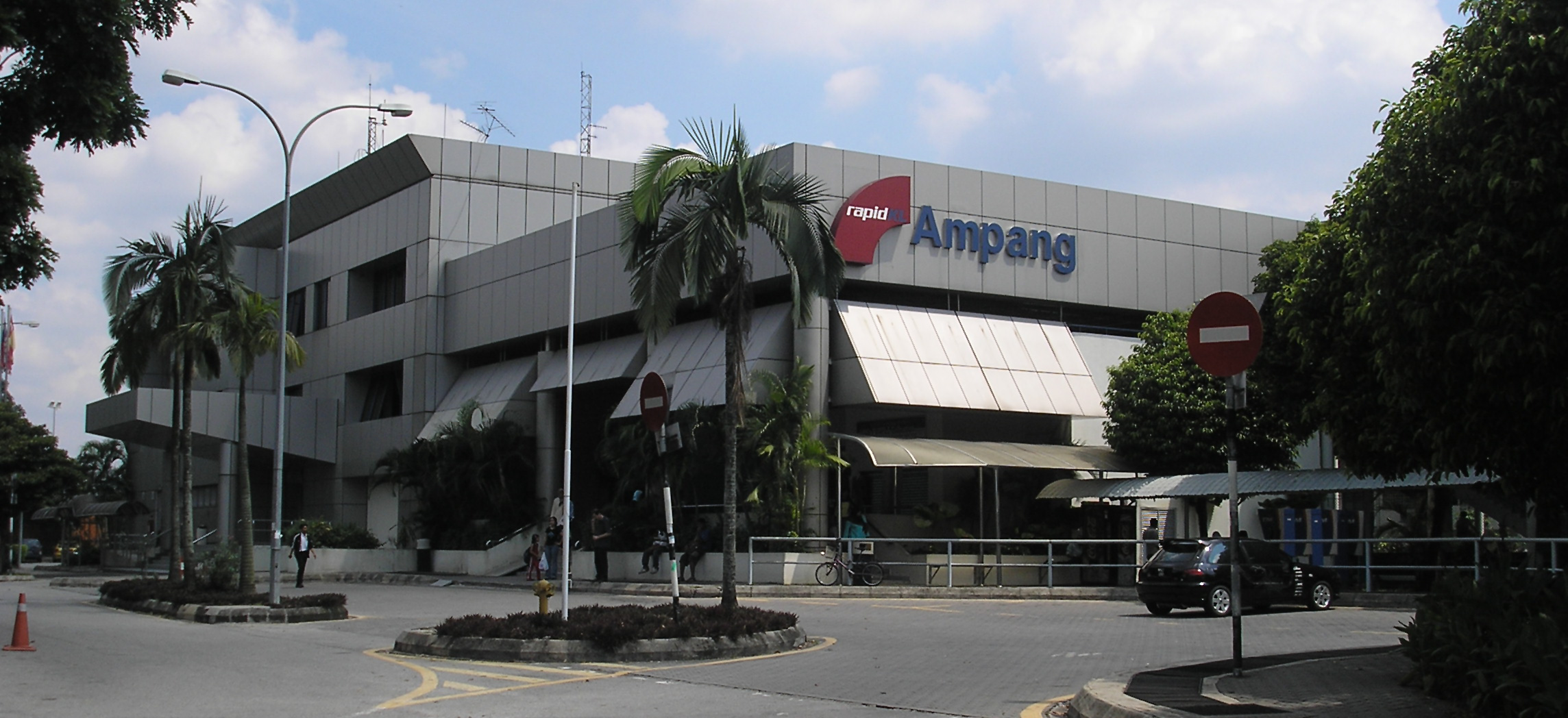
安邦輕快鐵站

安邦是吉隆坡一帶最早開始發展鐵路交通的地區之一，馬來西亞首條輕快鐵－安邦線於1996年12月16日開始通車，安邦線的部分路軌，是沿用在20世紀初，雪蘭莪鐵道所經營之鐵路，該路線由吉隆坡市中心的蘇丹街其自陳秀連一帶，接著分岔經馬魯里一帶至安邦，形成今日輕快鐵路線之雛形。
目前在安邦范围内启用的车站共有4站。粗体为提供停车换乘服务。
| 车站编号 | 车站名称 | 车站名称     | 车站名称 |
| 车站编号 | 中文     | 馬來文       |          |
| 3 安邦线 | 3 安邦线 | 3 安邦线     |          |
| -------- | -------- | ------------ | -------- |
| AG15     | 班登英達 | Pandan Indah |          |
| AG16     | 千百家   | Cempaka      |          |
| AG17     | 麗陽     | Cahaya       |          |
| AG18     | 安邦     | Ampang       |          |

## 語言
在安邦可以使用的語言有華語、粵語、馬來語、英語及客家話。客家話是因爲當地居民以客家人為多，所以客家話便成爲了當地某些地區通行的語言。因为不少劳工到此生活的关系，所以在日常生活中也能听到一些印尼話等等的外国語言。

## 著名地點

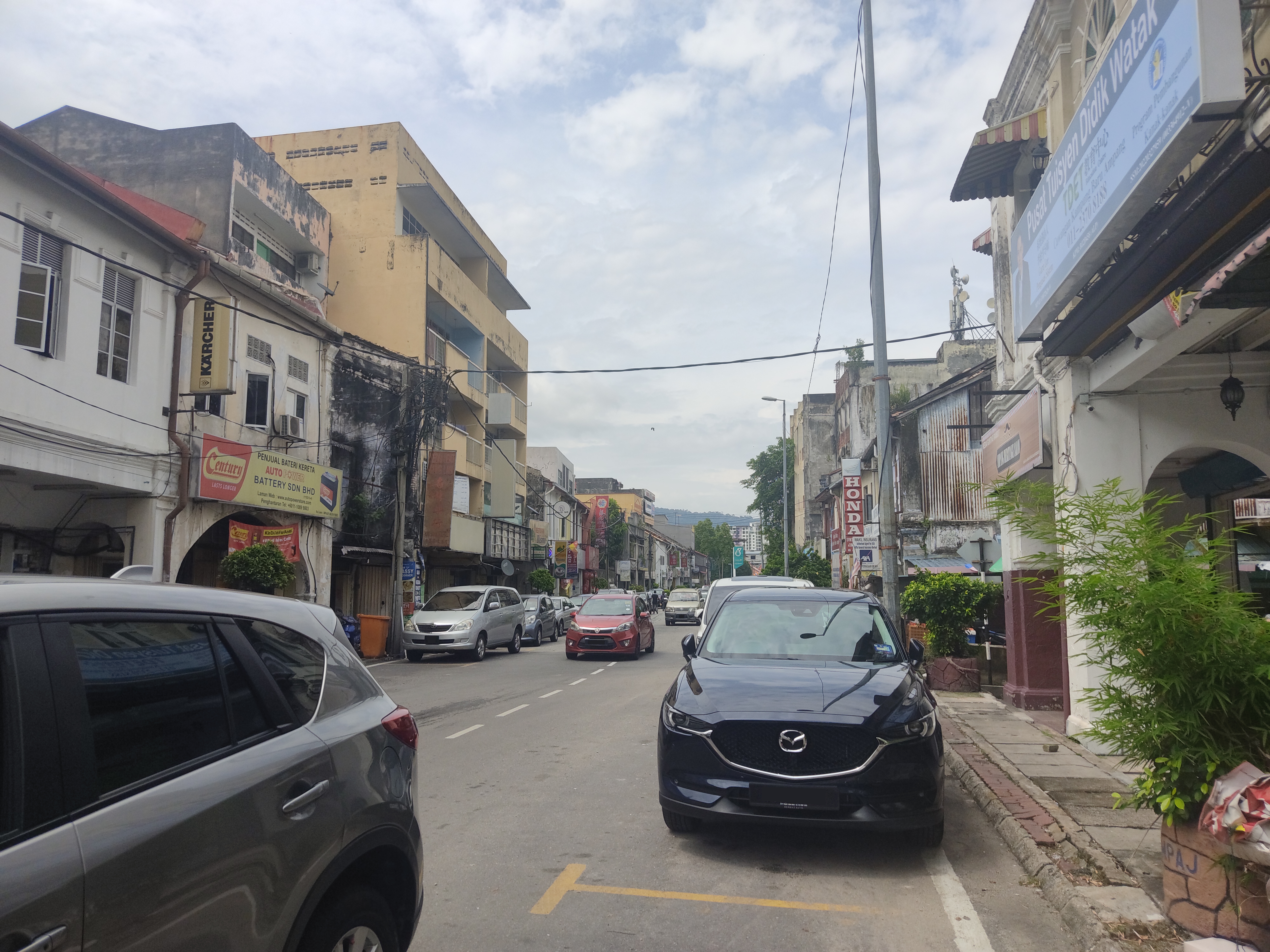
車水馬龍的安邦大街

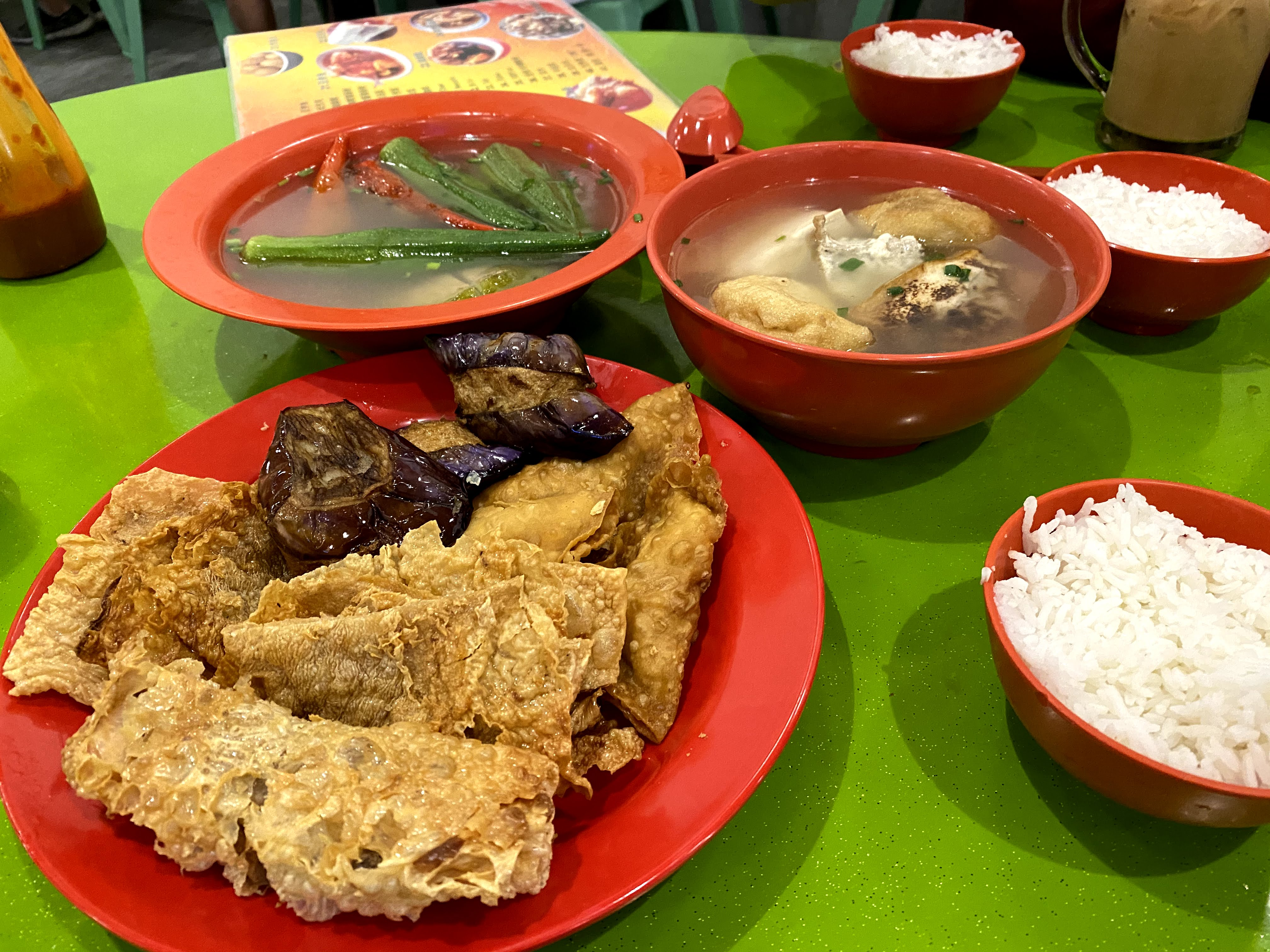
安邦釀豆腐，為安邦地區代表性美食

### 安邦大街
安邦大街（Jalan Besar，現已被安邦市議會改稱為Jalan Merdeka），是安邦最古老的街道之一，曾經是當地最繁華的街道。兩旁主要的建築為當地華裔商家在二戰前所建立的雙層店屋，林立多家客家釀豆腐餐廳，故安邦也被馬來西亞華裔稱為‘客家酿豆腐之鄉’。目前大街上的建築最早可追溯至1913年，包含與安邦警察局同排的和安堂（建於1913年）及大街尾端的金泉洋服（建於1916年），其立面裝飾都是超過90年歷史的仿巴洛克經典。

### 安邦新村

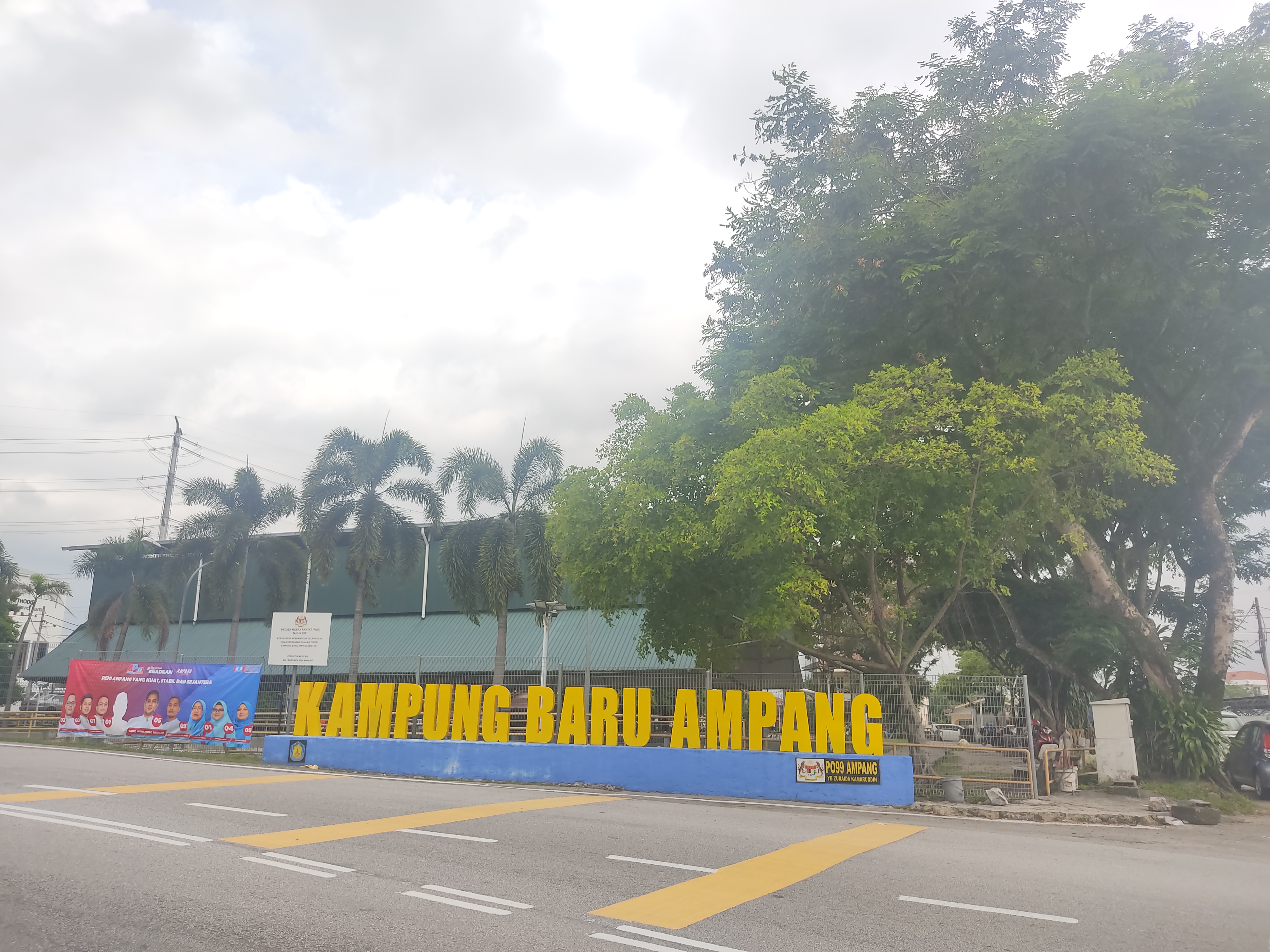
安邦新村

安邦新村佔地11英畝，約有1542棟建築，係馬來西亞繼增江新村與沙登新村後第三大的華人新村，人口與面積皆屈居於第三。因鄰近吉隆坡市區，安邦新村經歷了快速城市化的過程，新村內部分地段已發展為現代化的花園住宅區、公寓及組屋。早期葉亞來南來馬來亞時，安邦新村是他其中一個落腳地，當時他帶著一群從惠州來的同鄉，在此處落腳。安邦新村早期社會風氣較為混亂，不同幫派為了錫礦的開採利益而腦糾紛，加上馬來亞共產黨的緣故，長期導致打鬥事件的發生，在後期錫礦業沒落及共產黨失勢，當地治安才逐漸回穩。目前新村內共有10間神廟，華小、民眾會堂、老人院各1間等。

### 安邦南天宮九皇爺廟
安邦南天宮九皇爺廟建於1862年，是安邦最古老的廟宇建築。每逢農曆9月，南天宮九皇爺廟將舉辦馬來西亞最熱鬧的九皇爺誕，每年將吸引超過上萬的信眾前來膜拜，以祈求平安健康。其中，八月廿九晚接神和九月初九晚過火炭是九皇爺誕9天的兩大活動的高潮。安邦的九皇爺誕活動係源自於泰國普吉島，於上世紀50年代，居住在安邦新村的信眾從普吉島帶來一尊九皇大帝金身到安邦南天宮供奉。當時村民因家中經濟貧困之苦，生病時沒錢看醫生，唯有到廟裡祈求神明，當時廟裡亦設有讓人看病的地方，隨著安邦九皇爺靈驗的消息在馬來西亞華人社區一帶傳開，吸引了越來越多其他地區的民眾前來膜拜，成為馬來西亞香火最為旺盛的九皇爺廟。

### 安邦水庫
安邦水庫（Ampang Impounding Reservoir），為吉隆坡地區第一個自來水源地，在1887年，英國殖民政府為了有效解決都市用水問題，於是開始派遣一支探勘隊伍前往尋找安邦河的源頭，到了在安邦河上游距離吉隆坡市區約七英里五百英尺處找到一處適合開發做為水庫的用地。在1888年的雪蘭莪年報中，瑞天咸向海峽殖民地總督報告，雪蘭莪政府已計劃在該地區建立一座水庫，並且已經展開整地及測繪工作，預計在接下來的幾年內會推展自來水設施計劃，提供自來水給整個吉隆坡市區，包括政府機關及市街建築。殖民政府從英國聘請了水力工程師巴遜（H. C. Paxon）擔任吉隆坡水源地主要工程師，其職位隸屬公共工程局,巴遜在1890年抵達吉隆坡之後，便開始展開一系列水庫籌備工作，從1890年開始計劃，至1896年完工，共耗費六年時間。水庫完成之後，使吉隆坡成為擁有自來水設施的城市，當時該水庫長約三百英尺，最深處為五十三英尺，可儲水達七百萬立方英尺，水源由直徑十英寸的鑄鐵水管導至吉隆坡市區。

### 安邦森林保留地集水區
安邦森林保留地集水區(英文：Ampang Forest Reserve，馬來文：Hutan Lipur Ampang)位於安邦市區邊緣，係一座低地熱帶雨林，面積達25,000公頃，為巴生谷地區重要的集水區。但受到巴生河流域東部大道（EKVE）的工程影响，該自然保育區於2016年起關閉。

### 韓國村
安邦是最多韩国人居住的西马城市。位于安邦坊（Ampang Point）对面的Ampang Avenue又名为韩国村，因为那里有许多韩国人经营的商店，如:理发院，迷你市场，韩国餐馆等。位于Ampang Avenue的高级公寓的居民多为韩国人。但至今，許多韓國人已經開始向在馬日本人及韓國人居多的满家乐搬遷。目前較多的外國人為中東人，阿拉伯人以及非洲穆斯林。

## 學校
安邦的學校眾多，區內擁有三間華文小學，各華文小學的資料截至2020年2月，如下表所示：
| 学校编号 | 地区     | 中文名称     | 马來文名称            | 邮政 编码 | 位置 | 津贴 制度 | 学生 数量 | 坐标                                        |
| -------- | -------- | ------------ | --------------------- | --------- | ---- | --------- | --------- | ------------------------------------------- |
| BBC4046  | 安邦新村 | 安邦新村华小 | SJK(C) Kg Baru Ampang | 68000     | 市区 | 全津      | 1171      | 3°08′28″N 101°45′50″E / 3.1410°N 101.7638°E |
| BBC4047  | 安邦     | 安邦华小     | SJK(C) On Pong        | 68000     | 市区 | 半津      | 1349      | 3°08′47″N 101°45′41″E / 3.1465°N 101.7615°E |
| BBC4049  | 美华城   | 安邦华小二校 | SJK(C) On Pong 2      | 68000     | 市区 | 全津      | 2148      | 3°07′36″N 101°45′45″E / 3.1268°N 101.7624°E |

## 醫療機構
安邦共有三家醫院，分別為：

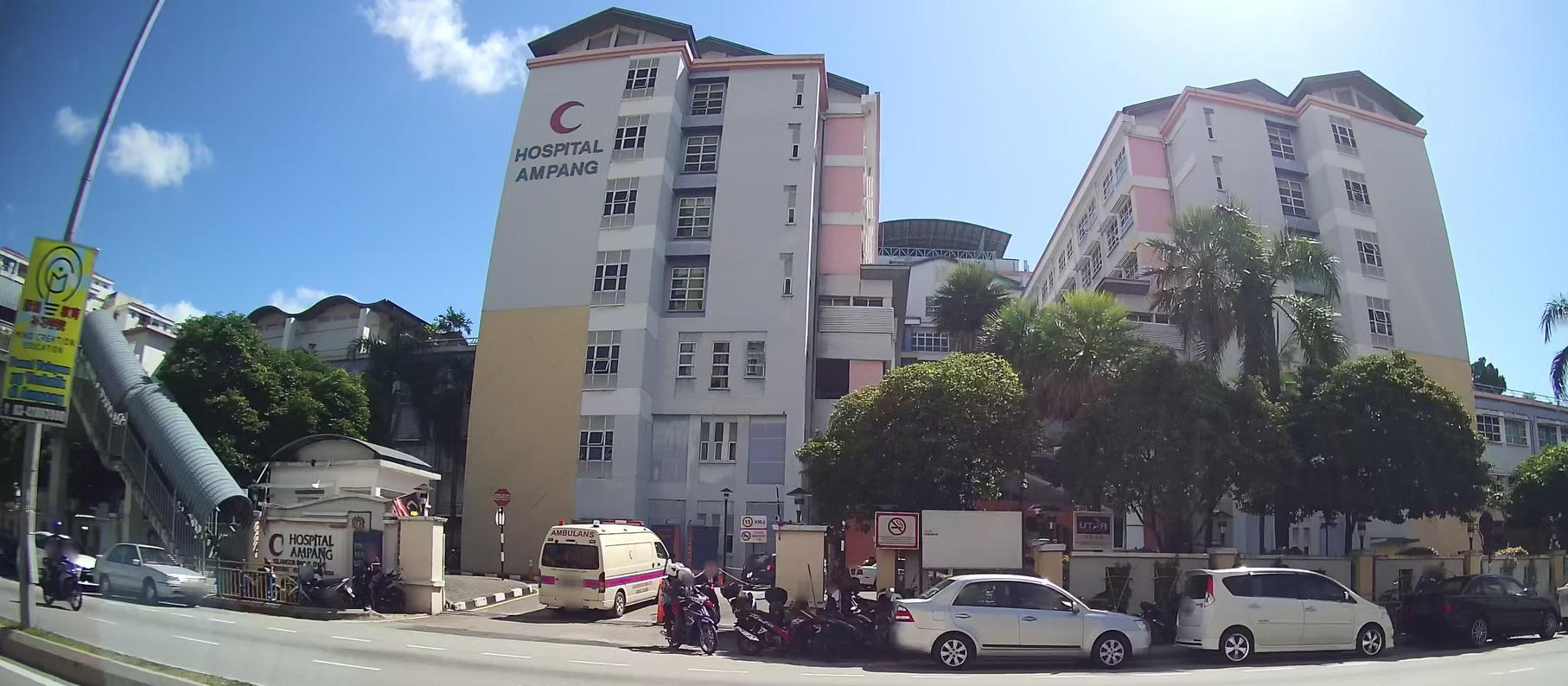
安邦醫院

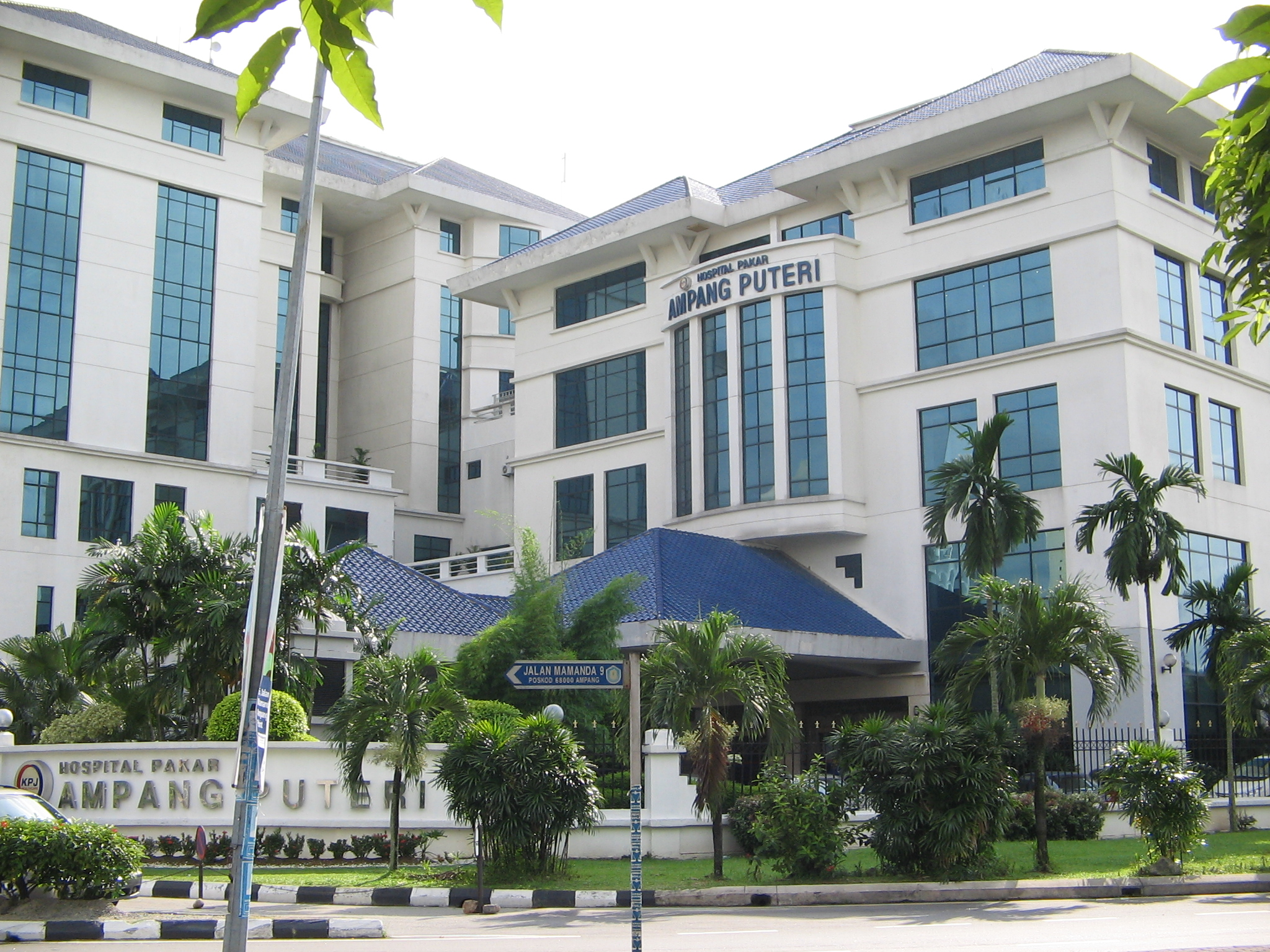
KPJ安邦公主專科醫院

- 安邦醫院(Hospital Ampang，公立醫院)
- 班台安邦醫院(Pantai Hospital Ampang,私立醫院)
- KPJ安邦公主專科醫院(KPJ Ampang Puteri Specialist Hospital，私立醫院)

## 購物商場
隨著安邦的發展，安邦開始有了各種各樣的購物商場，以下列出部分較有知名度的購物商場。
- 安邦坊
- MidPoint
- Paragon
- 班登中心
- Spectrum Mall Ampang
- 銀河邦廣場
- 莲花超市安邦店（Lotus's Ampang）
- 永旺霸市（Aeon BiG）

## 友好城市
- 印度尼西亞勿加泗